# Tramway de Troyes

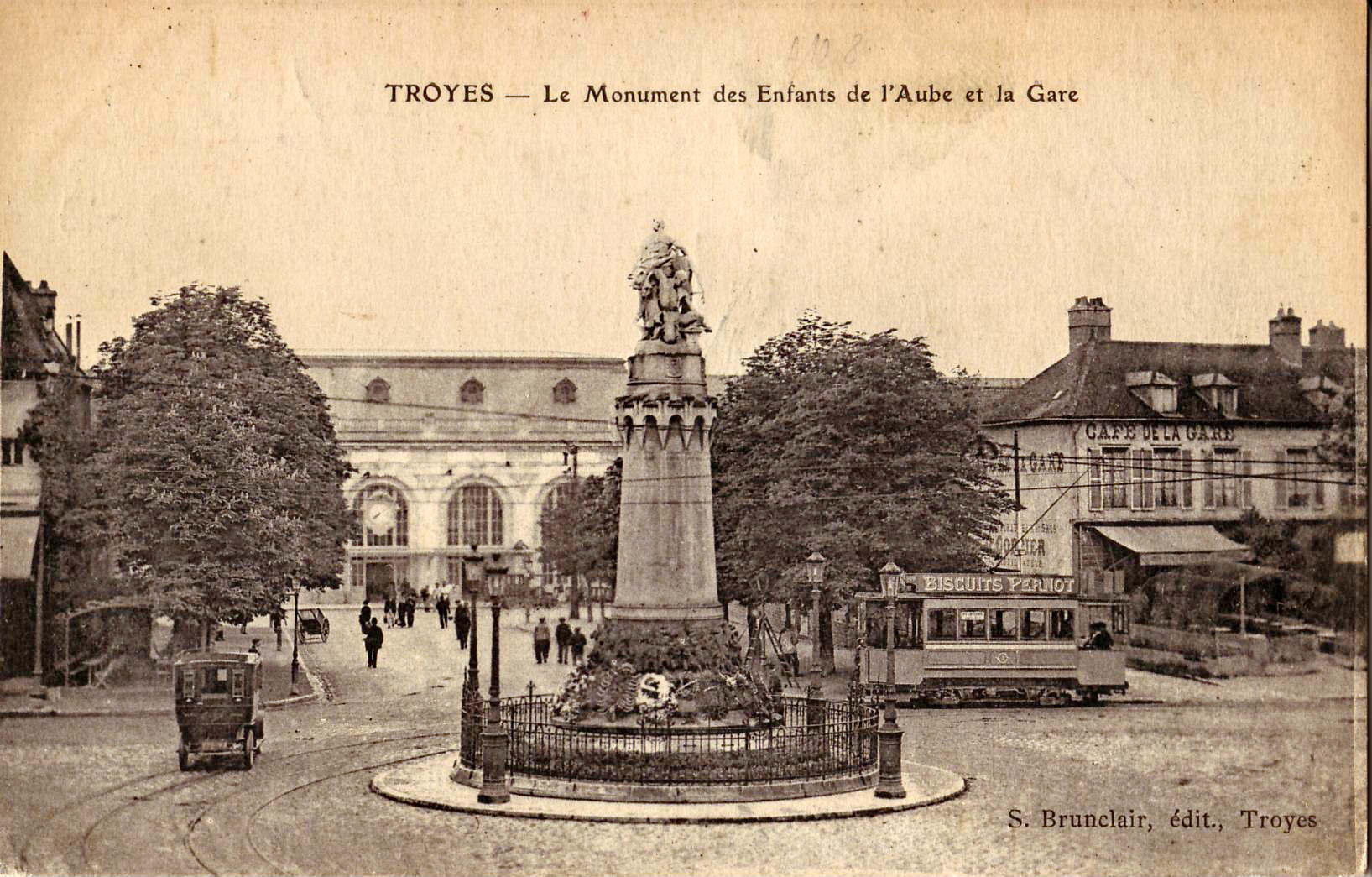
Motrice du tramway derrière le Monument des Enfants de l'Aube, et, à l'arrière plan, la Gare.

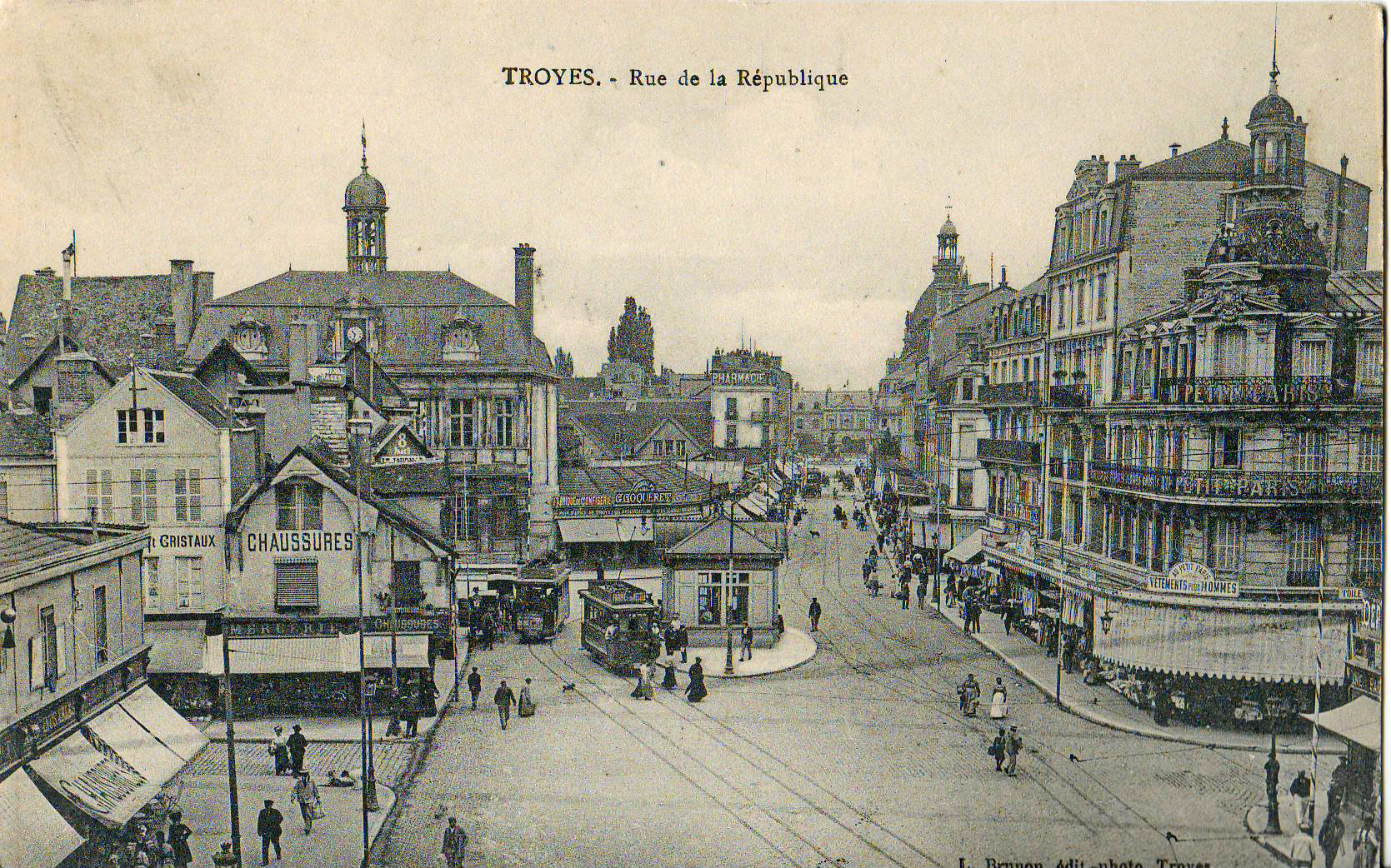
Tramways, rue de la République, à la confluence de deux des lignes du réseau

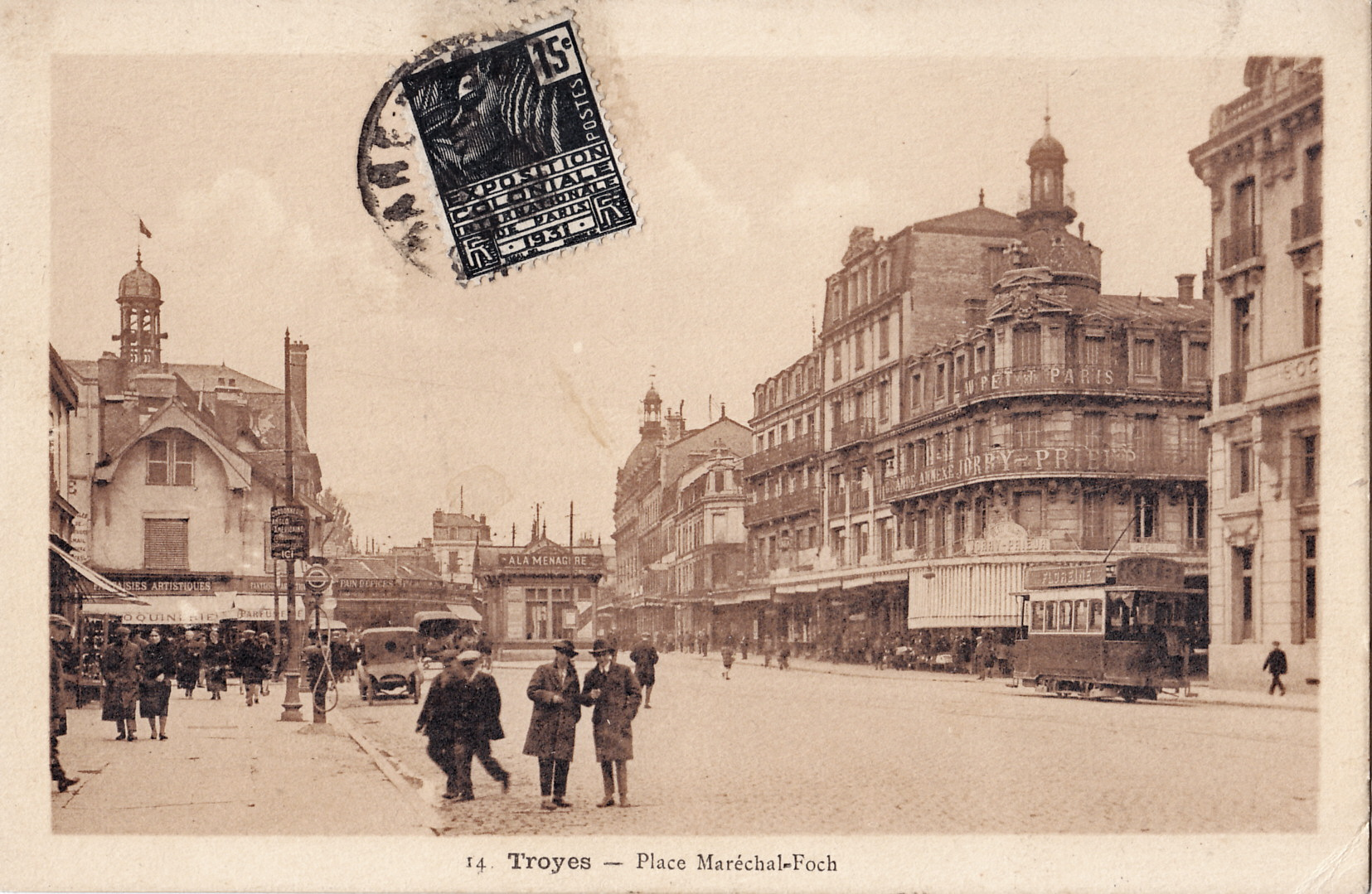
Tramway, Place du Maréchal-Foch, dans les années 1920

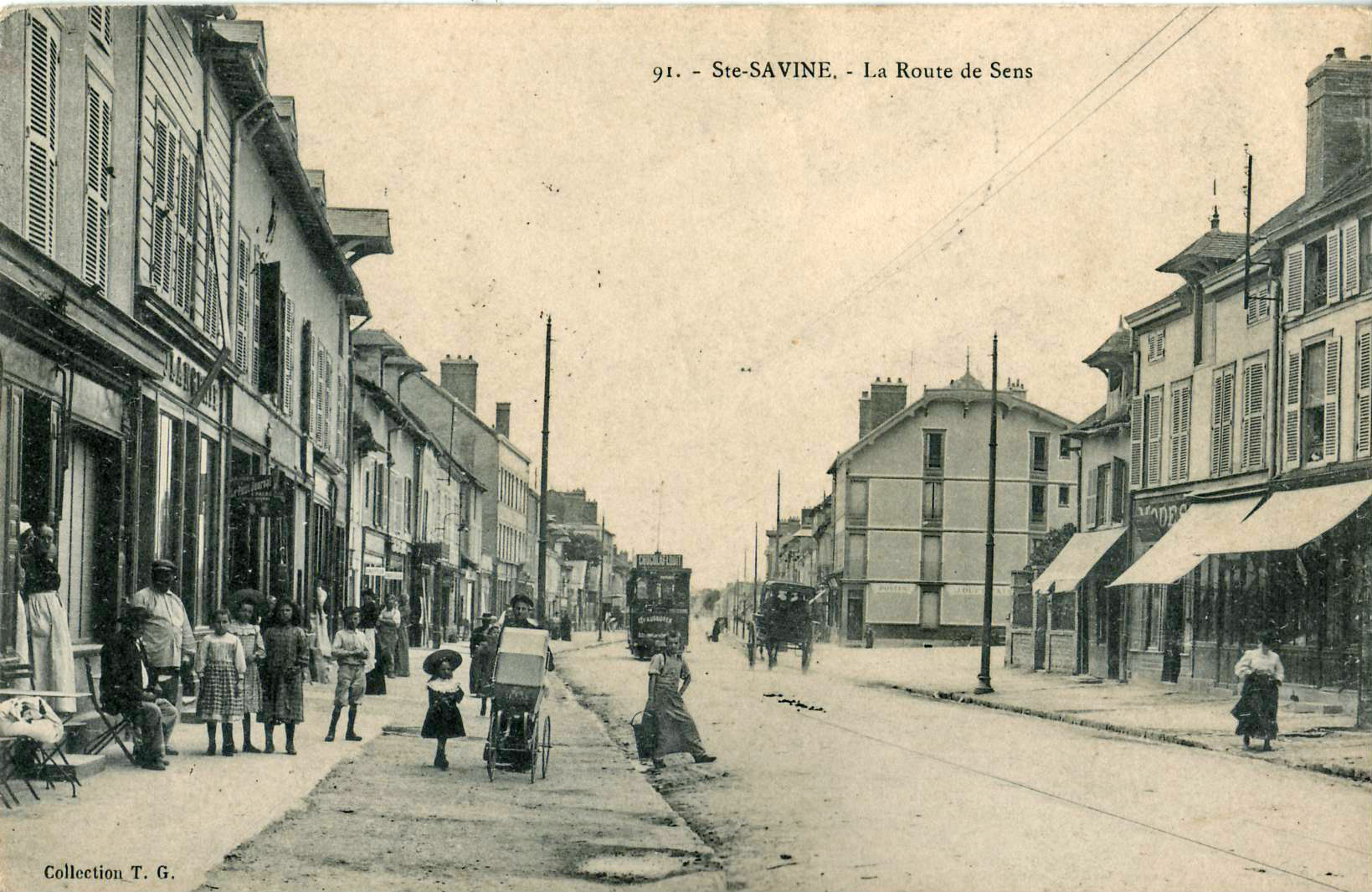
Tramway à Sainte-Savine

Le Tramway de Troyes est un ancien réseau de tramway qui a fonctionné dans la ville de Troyes entre 1899 et 1950.

## Historique
La concession d'un réseau de tramway a été attribuée à la Compagnie des Tramways de Troyes, le 14 août 1898. Cette compagnie, fondée en 1896, dépend du groupe l'Omnium lyonnais de chemins de fer et tramways.
La mise en service se déroule le 25 septembre 1899.
À la suite d'une longue grève qui dura quinze mois et commença en avril 1920, la ville reprend l'exploitation en régie directe.
Les lignes disparaissent à partir de 1932 (Preize), puis Sainte Savine en 1937 et la ligne du cimetière en 1939. La dernière ligne du réseau, réduite à la section  Pont-Hubert  -  Croncels, disparait le 1er mars 1950.

## Le réseau
Le réseau comprend trois lignes et a une longueur de 12 km. 
- Sainte-Savine - Pont Hubert
- Croncels (octroi des Chartreux) - Preize
- Hôtel de Ville - Gare, (par la rue Thiers), Cimetière, (par le Faubourg de Paris)

La voie est construite à l'écartement métrique, la prise de courant fait par archet.

## Matériel roulant
Le matériel roulant est constitué de 20 motrices à 2 essieux et de 7 remorques ouvertes.

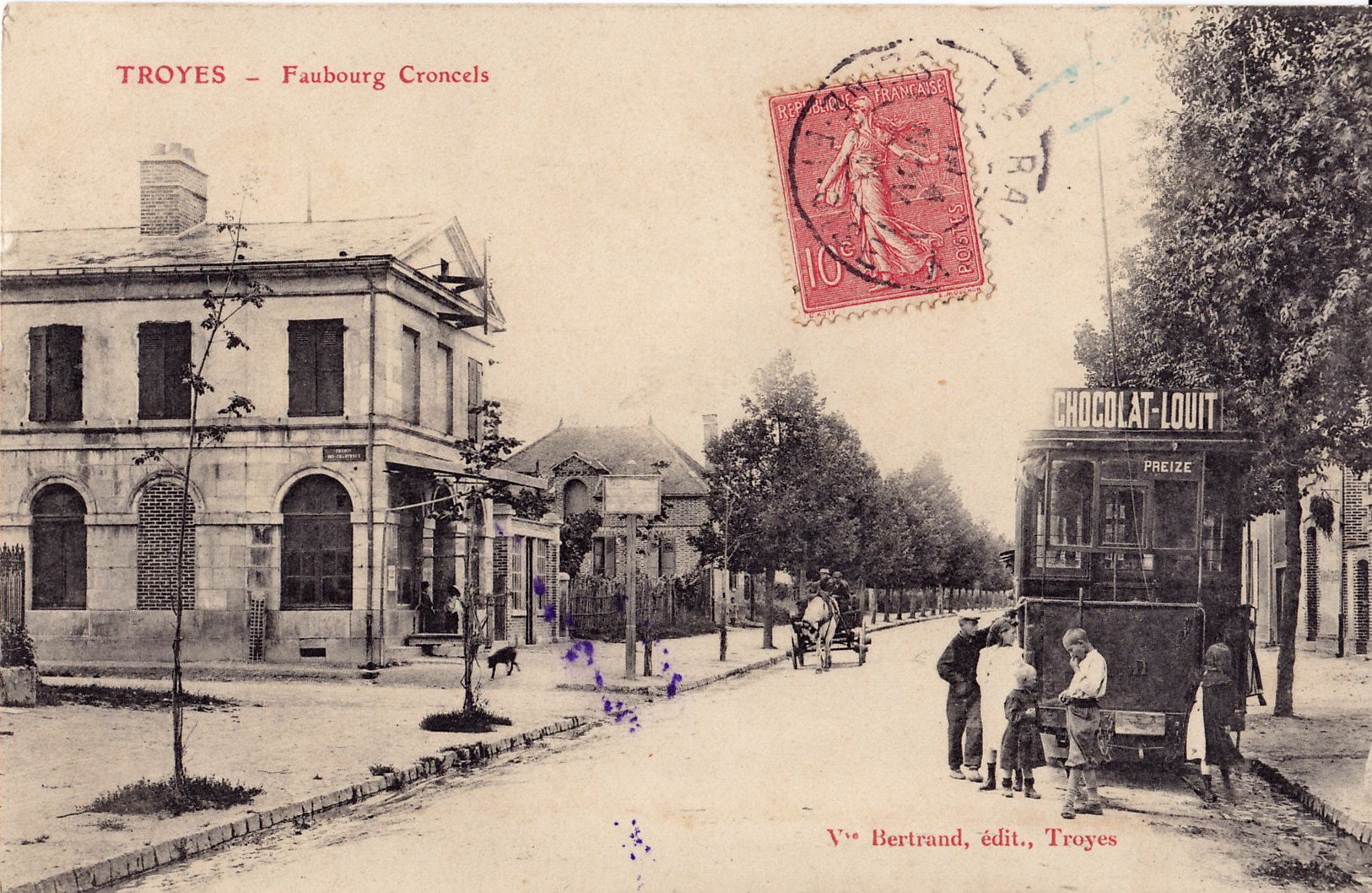
Tramway, faubourg Croncels.